# Atlanta Hawks 2017-2018
La stagione 2017-2018 degli Atlanta Hawks è stata la 68ª stagione della franchigia nella NBA e la 50ª ad Atlanta.

## Draft
| Giro | Scelta | Giocatore    | Ruolo | Nazionalità        | Università/Squadra |
| ---- | ------ | ------------ | ----- | ------------------ | ------------------ |
| 1    | 19     | John Collins | AG    | Stati Uniti        | Wake Forest        |
| 2    | 41     | Tyler Dorsey | G     | Stati Uniti Grecia | Oregon             |
| 2    | 60     | Alpha Kaba   | AG/C  | Francia            | Mega Belgrado      |

## Roster
| \| Pos. \| Num. \| Naz. \| Nome \| Altezza \| Peso \| Data nascita \| Provenienza \| \| ---- \| ---- \| ------------------------------------------ \| ------------------- \| ------- \| ------ \| ------------ \| ------------------------ \| \| G/AP \| 24 \| Stati Uniti (bandiera) \| Bazemore, Kent \| 196 cm \| 91 kg \| 01-07-1989 \| Old Dominion \| \| G/AP \| 95 \| Stati Uniti (bandiera) \| Bembry, DeAndre' \| 198 cm \| 95 kg \| 04-07-1994 \| Saint Joseph's \| \| G \| 0 \| Stati Uniti (bandiera) \| Cleveland, Antonius \| 198 cm \| 88 kg \| 02-02-1994 \| Southeast Missouri State \| \| AG \| 20 \| Stati Uniti (bandiera) \| Collins, John \| 208 cm \| 104 kg \| 23-09-1997 \| Wake Forest \| \| C \| 14 \| Stati Uniti (bandiera) \| Dedmon, Dewayne \| 213 cm \| 111 kg \| 12-08-1989 \| Southern California \| \| P/G \| 5 \| Stati Uniti (bandiera) \| Delaney, Malcolm \| 191 cm \| 86 kg \| 11-03-1989 \| Virginia Tech \| \| G \| 2 \| Stati Uniti (bandiera) · Grecia (bandiera) \| Dorsey, Tyler \| 193 cm \| 82 kg \| 14-02-1996 \| Oregon \| \| G \| 8 \| Stati Uniti (bandiera) \| Lee, Damion \| 198 cm \| 95 kg \| 21-10-1992 \| Louisville \| \| P \| 11 \| Stati Uniti (bandiera) \| Magette, Josh (TW) \| 185 cm \| 73 kg \| 28-11-1989 \| Alabama–Huntsville \| \| G \| 3 \| Stati Uniti (bandiera) \| Morris, Jaylen \| 196 cm \| 84 kg \| 19-09-1995 \| Molloy \| \| AG/C \| 31 \| Stati Uniti (bandiera) \| Muscala, Mike \| 211 cm \| 109 kg \| 01-07-1991 \| Bucknell \| \| C \| 18 \| Stati Uniti (bandiera) \| Plumlee, Miles \| 211 cm \| 113 kg \| 01-09-1988 \| Duke \| \| AP \| 12 \| Stati Uniti (bandiera) \| Prince, Taurean \| 203 cm \| 100 kg \| 22-03-1994 \| Baylor \| \| P \| 17 \| Germania (bandiera) \| Schröder, Dennis \| 185 cm \| 78 kg \| 15-09-1993 \| Germania \| \| P \| 22 \| Stati Uniti (bandiera) \| Taylor, Isaiah \| 191 cm \| 77 kg \| 11-07-1994 \| Texas \| \| AP \| 4 \| Stati Uniti (bandiera) \| White, Andrew (TW) \| 201 cm \| 95 kg \| 16-06-1993 \| Syracuse \| | Allenatore - Mike Budenholzer Assistente/i - Darvin Ham - Taylor Jenkins - Chris Jent - Charles Lee - Ben Sullivan - Pete Radulovic Legenda - (C) Capitano - (FA) Free agent - (S) Sospeso - (TW) Contratto Two-way - (GL) Assegnato a squadra G League affiliata - Infortunato Roster • Transazioni · Ultima transazione: 10 aprile 2018 |                                            |                     |         |        |              |                          |
| Pos. | Num. | Naz.                                       | Nome                | Altezza | Peso   | Data nascita | Provenienza              |
| G/AP | 24 | Stati Uniti (bandiera)                     | Bazemore, Kent      | 196 cm  | 91 kg  | 01-07-1989   | Old Dominion             |
| G/AP | 95 | Stati Uniti (bandiera)                     | Bembry, DeAndre'    | 198 cm  | 95 kg  | 04-07-1994   | Saint Joseph's           |
| G | 0 | Stati Uniti (bandiera)                     | Cleveland, Antonius | 198 cm  | 88 kg  | 02-02-1994   | Southeast Missouri State |
| AG | 20 | Stati Uniti (bandiera)                     | Collins, John       | 208 cm  | 104 kg | 23-09-1997   | Wake Forest              |
| C | 14 | Stati Uniti (bandiera)                     | Dedmon, Dewayne     | 213 cm  | 111 kg | 12-08-1989   | Southern California      |
| P/G | 5 | Stati Uniti (bandiera)                     | Delaney, Malcolm    | 191 cm  | 86 kg  | 11-03-1989   | Virginia Tech            |
| G | 2 | Stati Uniti (bandiera) · Grecia (bandiera) | Dorsey, Tyler       | 193 cm  | 82 kg  | 14-02-1996   | Oregon                   |
| G | 8 | Stati Uniti (bandiera)                     | Lee, Damion         | 198 cm  | 95 kg  | 21-10-1992   | Louisville               |
| P | 11 | Stati Uniti (bandiera)                     | Magette, Josh (TW)  | 185 cm  | 73 kg  | 28-11-1989   | Alabama–Huntsville       |
| G | 3 | Stati Uniti (bandiera)                     | Morris, Jaylen      | 196 cm  | 84 kg  | 19-09-1995   | Molloy                   |
| AG/C | 31 | Stati Uniti (bandiera)                     | Muscala, Mike       | 211 cm  | 109 kg | 01-07-1991   | Bucknell                 |
| C | 18 | Stati Uniti (bandiera)                     | Plumlee, Miles      | 211 cm  | 113 kg | 01-09-1988   | Duke                     |
| AP | 12 | Stati Uniti (bandiera)                     | Prince, Taurean     | 203 cm  | 100 kg | 22-03-1994   | Baylor                   |
| P | 17 | Germania (bandiera)                        | Schröder, Dennis    | 185 cm  | 78 kg  | 15-09-1993   | Germania                 |
| P | 22 | Stati Uniti (bandiera)                     | Taylor, Isaiah      | 191 cm  | 77 kg  | 11-07-1994   | Texas                    |
| AP | 4 | Stati Uniti (bandiera)                     | White, Andrew (TW)  | 201 cm  | 95 kg  | 16-06-1993   | Syracuse                 |

## Classifiche

### Southeast Division
| Southeast Division | Southeast Division | Southeast Division | Southeast Division | Southeast Division | Southeast Division | Southeast Division | Southeast Division | Southeast Division |
| Squadra            | V                  | S                  | V%                 | PR                 | Casa               | Trasf              | Div                | PG                 |
| ------------------ | ------------------ | ------------------ | ------------------ | ------------------ | ------------------ | ------------------ | ------------------ | ------------------ |
| y – Miami Heat     | 44                 | 38                 | .537               | 15,0               | 26–15              | 18–23              | 11–5               | 82                 |
| x – Wash. Wizards  | 43                 | 39                 | .524               | 16,0               | 23–18              | 20–21              | 8–8                | 82                 |
| Charlotte Hornets  | 36                 | 46                 | .439               | 23,0               | 21–20              | 15–26              | 11–5               | 82                 |
| Orlando Magic      | 25                 | 57                 | .305               | 34,0               | 17–24              | 8–33               | 4–11               | 82                 |
| Atlanta Hawks      | 24                 | 58                 | .293               | 35,0               | 16–25              | 8–33               | 5–11               | 82                 |

### Eastern Conference
| Eastern Conference | Eastern Conference        | Eastern Conference | Eastern Conference | Eastern Conference | Eastern Conference | Eastern Conference |
| #                  | Squadra                   | V                  | S                  | V%                 | PR                 | PG                 |
| ------------------ | ------------------------- | ------------------ | ------------------ | ------------------ | ------------------ | ------------------ |
| 1                  | c – Toronto Raptors *     | 59                 | 23                 | .720               | –                  | 82                 |
| 2                  | x – Boston Celtics        | 55                 | 27                 | .671               | 4,0                | 82                 |
| 3                  | x – Philadelphia 76ers    | 52                 | 30                 | .634               | 7,0                | 82                 |
| 4                  | y – Cleveland Cavaliers * | 50                 | 32                 | .610               | 9,0                | 82                 |
| 5                  | x – Indiana Pacers        | 48                 | 34                 | .585               | 11,0               | 82                 |
| 6                  | y – Miami Heat *          | 44                 | 38                 | .537               | 15,0               | 82                 |
| 7                  | x – Milwaukee Bucks       | 44                 | 38                 | .537               | 15,0               | 82                 |
| 8                  | x – Wash. Wizards         | 43                 | 39                 | .524               | 16,0               | 82                 |
|                    |                           |                    |                    |                    |                    |                    |
| 9                  | Detroit Pistons           | 39                 | 43                 | .476               | 20,0               | 82                 |
| 10                 | Charlotte Hornets         | 36                 | 46                 | .439               | 23,0               | 82                 |
| 11                 | N.Y. Knicks               | 29                 | 53                 | .354               | 30,0               | 82                 |
| 12                 | Brooklyn Nets             | 28                 | 54                 | .341               | 31,0               | 82                 |
| 13                 | Chicago Bulls             | 27                 | 55                 | .329               | 32,0               | 82                 |
| 14                 | Orlando Magic             | 25                 | 57                 | .305               | 34,0               | 82                 |
| 15                 | Atlanta Hawks             | 24                 | 58                 | .293               | 35,0               | 82                 |

## Mercato

### Free Agency

#### Prolungamenti contrattuali
| Giocatore      | Contratto                      |
| -------------- | ------------------------------ |
| Ersan İlyasova | 1 anno – 6 milioni di dollari  |
| Mike Muscala   | 2 anni – 10 milioni di dollari |

#### Acquisti
| Giocatore       | Contratto                       | Provenienza                        |
| --------------- | ------------------------------- | ---------------------------------- |
| Dewayne Dedmon  | 2 anni – 14 milioni di dollari  | San Antonio Spurs                  |
| Luke Babbitt    | 1 anno – 1,9 milioni di dollari | Miami Heat                         |
| Tyler Cavanaugh | Contratto Two-way               | GW Revolutionaries / Erie BayHawks |
| Josh Magette    | Contratto Two-way               | L.A. D-Fenders                     |
| Quinn Cook      |                                 | N.O. Pelicans                      |

#### Cessioni
| Giocatore         | Motivo     | Nuova squadra       |
| ----------------- | ---------- | ------------------- |
| Mike Dunleavy Jr. | Rilasciato |                     |
| Tim Hardaway Jr.  | Free agent | New York Knicks     |
| José Calderón     | Free agent | Cleveland Cavaliers |
| Thabo Sefolosha   | Free agent | Utah Jazz           |
| Nicolás Brussino  | Rilasciato | CB Gran Canaria     |

### Scambi
| 20 giugno 2017 | Atlanta Hawks Miles Plumlee Marco Belinelli Scelta n.41 Draft 2017                 | Charlotte Hornets Dwight Howard Scelta n.31 Draft 2017 |
| 28 giugno 2017 | Atlanta HawksCash considerations                                                   | Houston Rockets Ryan Kelly                             |
| 6 luglio 2017  | Atlanta Hawks Jamal Crawford Diamond Stone Scelta 1º giro Draft 2018 L.A. Clippers | L.A. Clippers Danilo Gallinari                         |
| 6 luglio 2017  | Denver NuggetsScelta 2º giro Draft 2019 Atlanta Hawks                              |                                                        |